# Emil Paur

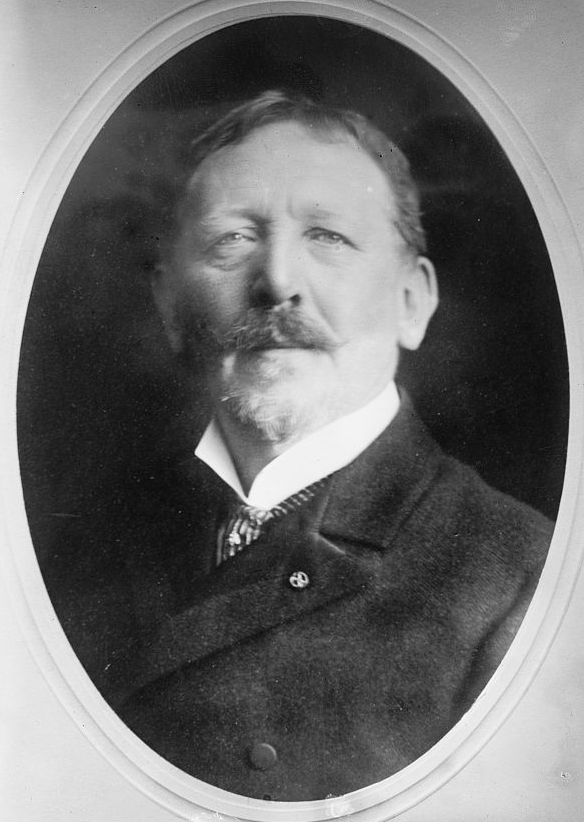
Emil Paur

Emil Paur, född 29 augusti 1855 i Czernowitz, död 7 juni 1932 i Frýdek-Místek, var en österrikisk musiker. 
Paur utbildade sig vid Wiens musikkonservatorium till pianist och violinist, blev 1880 hovkapellmästare och konsertledare i Mannheim, kom 1891 till stadsteatern i Leipzig, var 1893–98 dirigent för Boston Symphony Orchestra, 1898–1902 för New Yorker Philharmoniker och 1904–10 Pittsburgh Symphony Orchestra. Efter att sistnämnda orkester upplösts återvände han till Europa och var 1912–13 kapellmästare vid hovoperan i Berlin.